# Лефевр, Роллан
Роллан Лефевр (фр. Rolland Lefebvre; ок. 1608, Баньё, Франция — 1677, Лондон, Англия) — французский живописец и художник-миниатюрист. О его жизни известно мало. Художник работал в стиле классицизма, писал миниатюры акварелью и гуашью, а также картины маслом. Работал в Риме и Венеции, отчего получил прозвание «Роллан Венецианский» (Rolland de Venise).